# Bustelo (Chaves)
Bustelo es una freguesia portuguesa del concelho de Chaves, en el distrito de Vila Real, con 8,17 km² de superficie y 519 habitantes (2011). Su densidad de población es de 63,5 hab/km².